# Caso Forgo
El Caso Forgo es un caso destacado en materia de derecho internacional privado, porque da nacimiento a la cuestión del reenvío en esta área del derecho.

## Antecedentes
Franz Xaver Forgo era un bávaro que nació como hijo no matrimonial en 1801, cuando cumplió la edad de 5 años, su madre Ana María Ditchl se lo llevó a Francia, en específico a la localidad de Pau, ubicada en la Aquitania. Ana María contrajo matrimonio con un ciudadano francés adquiriendo esa nacionalidad. Forgo, entretanto, hizo toda su vida en Pau, contrajo matrimonio con una adinerada francesa, le sobrevivió y murió en 1869 a los 68 años, sin dejar testamento ni descendencia, pero sí un generoso patrimonio compuesto por bienes muebles.

## Fondo del caso
El litigio se entabló entre el matrimonio Ditchl, parientes colaterales de la madre de Forgo y el fisco francés en torno del patrimonio relicto mobiliario situado en Francia.
- Los colaterales invocaban el derecho bávaro, su pretensión estaba basada en el Codex Maximilianus Bavaricus de 1756 según el cual heredaban los parientes colaterales a falta de descendencia del causante.
- El fisco francés, representado por la Administración de Dominios, basó su argumentación en que la sucesión se regía por el derecho del lugar del domicilio de derecho según la norma de conflicto francesa. Como Forgo no lo había constituido nunca en Francia, a pesar de que vivió toda su vida en este país, le resultaba aplicable el derecho de Baviera, por ser en ese lugar donde Franz Xaver Forgo tenía su domicilio de derecho. Pero que había que consultar el derecho sucesorio bávaro para saber cuál era la legislación aplicable. Y el Código Maximiliano Bavárico sometía la sucesión a la ley del domicilio de hecho del causante, o sea, la Ley de Francia. Como el derecho civil francés disponía que ante la inexistencia de descendientes y de cónyuge heredaba el Fisco, no les correspondía derecho alguno a los colaterales de la madre del causante (los Ditchl).

## Decisión
La Corte de Casación de Francia, en sentencia del 24 de junio de 1878, acogiendo el planteamiento del Fisco francés, representado por la Administración de Dominios, rechazando por ende la demanda del matrimonio Ditchl.